# Zohar Manna
Zohar Manna (Haifa, 7 de janeiro de 1939 – 30 de agosto de 2018) foi um cientista da computação estadunidense.
Foi professor da Universidade Stanford e autor de The Mathematical Theory of Computation (McGraw Hill, 1974; reimpressão Dover, 2003), um dos primeiros livros a conter cobertura extensiva dos conceitos matemáticos da programação de computadores.
Com Amir Pnueli foi coautor de uma trilogia inacabada de livros texto sobre lógica temporal e verificação de sistemas reativos: The Temporal Logic of Reactive and Concurrent Systems: Specification (Springer-Verlag, 1991), The Temporal Logic of Reactive and Concurrent Systems: Safety (Springer-Verlag, 1995) e The Temporal Logic of Reactive and Concurrent Systems: Progress (não publicado; os três primeiros capítulos estão disponíveis em Manna/Pnueli: The Temporal Verification of Reactive Systems: Progress ).